# Abla al-Kahlawi
Abla Mohammed al-Kahlawi (arabisch عبلة محمد الكحلاوي, DMG ʿAbla Muḥammad al-Kaḥlāwī; * 15. Dezember 1948; † 24. Januar 2021) war Dekanin an der Fakultät für Islamische und Arabische Studien am Frauencollege der al-Azhar-Universität in Port Said, Ägypten.
Der Islamwissenschaftlerin Noha Abdel-Hady zufolge stand die Wissenschaftlerin für einen reformorientierten Islam.
2009 wurde sie auf der Liste der 500 einflussreichsten Muslime des Prinz-al-Walid-bin-Talal-Zentrums für muslimisch-christliche Verständigung der Georgetown University und des Royal Islamic Strategic Studies Centre von Jordanien gelistet.
Sie gehörte zu den 138 Unterzeichnenden des offenen Briefes Ein gemeinsames Wort zwischen Uns und Euch (englisch A Common Word Between Us & You), den Persönlichkeiten des Islam an „Führer christlicher Kirchen überall“ sandten (13. Oktober 2007).
Sie war die Tochter des ägyptischen Schauspielers Mohammed Kahlawi (1912–1982).